# Helge Rosvaenge
Helge Rosvaenge, auch Roswaenge bzw. Rosvænge, geboren als Helge Anton Rosenvinge Hansen (* 29. August 1897 in Kopenhagen; † 19. Juni 1972 in München) war ein dänischer Opernsänger (Tenor).

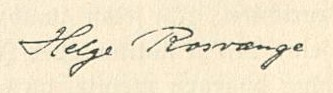
Signatur (1938)

## Leben
Nach einem Studium an der Technischen Hochschule in Kopenhagen und Ingenieur-Diplom der Chemie sowie privatem Gesangsunterricht bei einem ehemaligen Schüler von Jean de Reszke hatte Helge Rosvaenge 1921 sein Debüt in Neustrelitz als Don José in der Oper Carmen.
Nach Zwischenstationen in Altenburg (Thüringen), Basel und Köln ging er 1929 an die Staatsoper Berlin als Nachfolger u. a. von Richard Tauber und 1930 an die Wiener Staatsoper, der er bis 1957 angehörte.
Bald darauf sang er ebenso in den anderen großen Opernhäusern Europas und natürlich auch bei den großen Festivals, ab 1932 bei den Salzburger Festspielen. Schwerpunkt seines Repertoires bildeten dabei die großen Mozart-Rollen sowie die entsprechenden Partien des italienischen und französischen Faches. Insgesamt aber war sein Rollenspektrum äußerst vielseitig, er hat über 100 Partien gesungen, auch Operette und Oratorien.
Rosvaenge war bekannt für seine äußerst flexible Stimme, mit der er sowohl lyrische (z. B. alle einschlägigen Mozart-Partien) als auch dramatische Rollen (insbesondere Verdi) ohne Probleme meisterte. Den Otello hat er offenbar nicht auf der Bühne gesungen, wohl aber auf Schallplatte eingespielt. Bis auf eine Ausnahme, den Parsifal (in Bayreuth), sang er nie Wagner in Bühnenaufführungen. Eine seiner Paraderollen war der Florestan in Ludwig van Beethovens Fidelio.
In einschlägiger Fachliteratur reichen die Beschreibungen seiner Fähigkeiten von „ungemein brillante und sicher zentrierte Stimme“, „Körper und Kraft vom tiefen C mit gleißender Helligkeit zum hohen D (!)“ bis hin zu pauschalen Aussagen wie „bedeutendster Tenor im deutschsprachigen Raum“. Zusammen mit Maria Cebotari (Sopran) und  Willi Domgraf-Fassbaender und Heinrich Schlusnus (beide Bariton) als Partner trat er in Berlin in italienischen Opern auf und garantierte Aufführungen von internationalem Format, u. a. Rigoletto und La traviata.
Zu seiner aktiven Zeit hielt er mit durchschnittlich über 200 Vorstellungen pro Jahr einen Bühnenrekord für einen Solisten, der wohl auch noch heute gilt.
Zum 1. Mai 1933 trat er, obwohl Ausländer, in Graz der NSDAP bei (Mitgliedsnummer 1.615.000), wo er sich bereits 1934 für Propagandaveranstaltungen einspannen ließ. 1935 war er Gast bei Görings Hochzeit mit Emmy Sonnemann. Er trat auch später im Rahmen von NS-Kulturveranstaltungen auf, etwa bei Kameradschaftsabenden für Alte Kämpfer. Gegenüber Göring kündigte Rosvaenge 1938 an, eine „Oper im nationalsozialistischen Sinn herauszubringen“, die auf Der Schwur von Alrekstad basieren sollte. Die Oper wurde unter dem Titel Königsballade mit Musik des Aachener Kapellmeisters Rudolf Wille 1939 an der Wiener Staatsoper uraufgeführt, konnte sich jedoch nur kurz auf dem Spielplan halten. In der Endphase des Zweiten Weltkrieges wurde er 1944 auf die Gottbegnadeten-Liste der unentbehrlichen Künstler gesetzt, was ihn vor einem Kriegseinsatz bewahrte.
Bei Kriegsende befand er sich in Berlin in seiner Villa am Wannsee, sein Haus wurde von Angehörigen der Sowjettruppen besetzt. Nachdem diese feststellten, dass sie sich im Hause eines bekannten Künstlers befanden, musste er stundenlang für seine ungebetenen Gäste singen. Es wurde das längste Konzert seines Lebens.
Als Däne wurde er unter dem Vorwand, nach Dänemark abgeschoben zu werden, von den Besatzern in das Lager Krasnogorsk nahe Moskau deportiert, von dort ging es nach einigen Monaten über Leningrad und Helsinki nach Stockholm.
Als Kollaborateur mit Nazi-Deutschland fand er in seiner Heimat keinen Boden mehr für seine Kunst, er schrieb seine Biographie Lache Bajazzo. 1946 brach er nach Las Palmas auf, dort feierte er sein 25-jähriges Bühnenjubiläum mit dem Turiddu in der Cavalleria rusticana, er reiste weiter nach Vigo und kehrte zu seinem ursprünglichen Beruf zurück und entwickelte Schiffsanstrichfarben, die Algenbesatz verhindern sollten, sowie sein auf Kartoffelmehl basierendes HeRos-Brot. Seine Arbeit als Chemiker setzte er bis 1948 fort. Dann reiste er in die Schweiz und kehrte auf die Opernbühne zurück.
In den folgenden Jahren waren Basel, Bern, Zürich, Luzern, Wien, Berlin und Salzburg wieder Stationen seiner Karriere. Das Ende seiner aktiven Zeit begann 1958 mit Herbert von Karajans neuer Doktrin, alle Opern nur noch in ihrer Original-Sprache aufzuführen. Rosvaenge, der alle Rollen (wie früher üblich) auf Deutsch sang, hätte alle Texte neu lernen müssen, so dass er sich langsam zurückzog. Zu triumphalen Erfolgen wurden von vier Stehplatzbesuchern (!) der Wiener Staatsoper organisierte Gala-Konzerte (1958–1961) im Großen Musikvereinssaal zu Wien. Eines davon (1959) ist auch als Mitschnitt bei Preiser Records erschienen. Es folgten noch Operetten-Tourneen, Fernsehauftritte und Lieder- und Arienabende (1963/64) in New York (Carnegie Hall etc.), aber auch Auftritte in Opernaufführungen, wie beispielsweise 1963 bei den Freilichtspielen Tecklenburg, wo er den Canio in Leoncavallos Bajazzo sang. 1962 veröffentlichte er ein weiteres Buch: Mach es besser mein Sohn. Noch wenige Wochen vor seinem Tod trat er am Münchner Gärtnerplatz-Theater in einer zeitgenössischen Oper in einer Episodenrolle auf.
Schließlich war er bis zu seinem Tod als privater Gesangspädagoge in München tätig, einer seiner Schüler war Kenneth Garrison. Er blieb zeitlebens dänischer Staatsbürger, wurde aber 1946 aus dem Kraks Blå Bog gestrichen.
1922 heiratete er die ungarische Sopranistin Ilonka (auch Ilona) Holndonner (* 1895 Budapest; † 1985 Barcelona). Mit ihr hatte er die Kinder Roar Antal (* 1923) und Sven Istvan (* 1928).
Rosvaenge starb 1972 im Alter von 74 Jahren. Seine Grabstätte befindet sich auf dem Nordfriedhof in Glostrup.
Im Jahr 1983 wurde in Wien-Donaustadt (22. Bezirk) die Rosvaengegasse nach ihm benannt.

## Filmografie
- 1932: Der Knalleffekt
- 1935: Verlieb Dich nicht am Bodensee
- 1936: Martha
- 1939: Salzburg, die Festspielstadt
- 1962: Die Banditen
- 1968: Die Landstreicher
- 1969: Walzertraum

## Werke
- Lache Bajazzo: Ernstes und Heiteres aus meinem Leben. Andermann, München und Wien 1953
- Mach es besser mein Sohn: ein Tenor erzählt aus seinem Leben. Koehler & Amelang, Leipzig 1962
- Leitfaden für Gesangsbeflissene: eine heitere Plauderei über ernste Dinge. Obpacher, München 1964